# Estimulador da medula espinhal

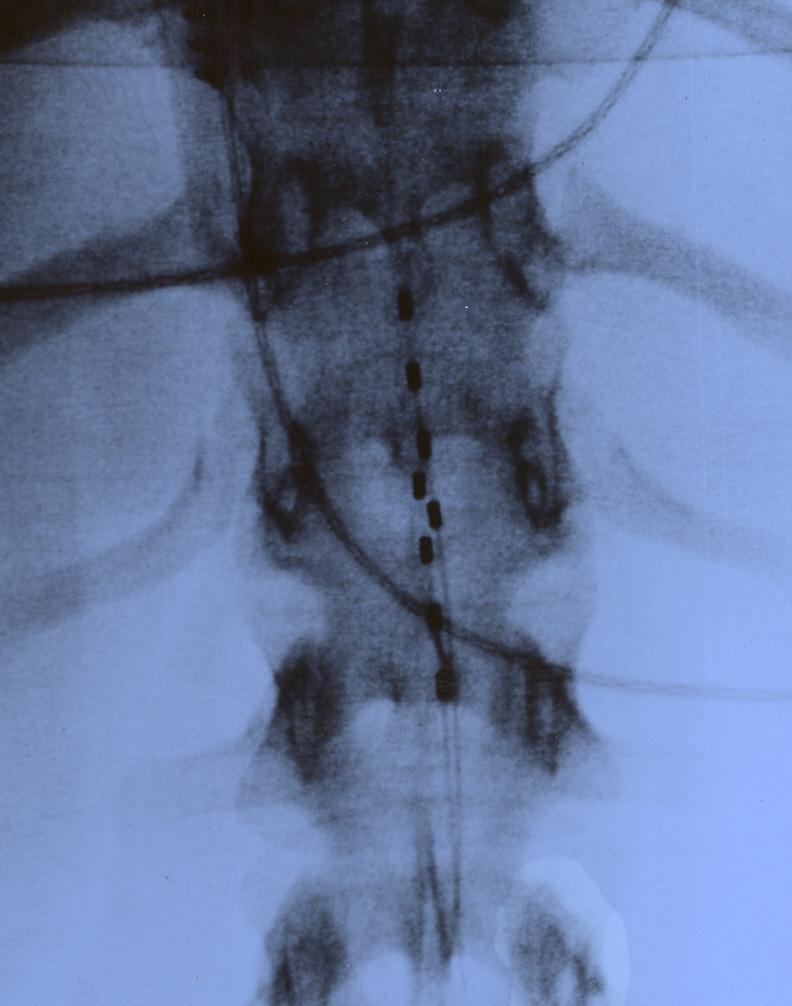

Um estimulador da medula espinhal (SCS) ou estimulador da coluna dorsal (DCS) é um tipo de dispositivo de neuromodulação implantável (às vezes chamado de "marcapasso da dor") que é usado para enviar sinais elétricos para selecionar áreas da medula espinhal (colunas dorsais) para o tratamento de certas condições de dor. SCS é uma consideração para pessoas que têm uma condição de dor que não respondeu a uma terapia mais conservadora.

## Usos médicos
O uso mais comum do SCS é a síndrome da cirurgia de falha nas costas (FBSS) nos Estados Unidos e a dor isquêmica periférica na Europa.
A partir de 2014, o FDA aprovou o SCS como tratamento para FBSS, dor crônica, síndrome da dor regional complexa, angina intratável, bem como dor abdominal e perineal visceral e dor nas extremidades por danos nos nervos.
Uma vez que uma pessoa tenha uma avaliação psicológica e considerada um candidato adequado para SCS, um implante temporário é colocado, chamado de teste, para determinar o melhor padrão de estimulação, e a pessoa é enviada para casa por três a dez dias com um gerador de pulso externo. Se o controle da dor e o aumento da atividade foram alcançados, um sistema permanente, com eletrodos e um gerador de pulsos, é colocado.

## Contra-indicações
A SCS pode ser contraindicada em pessoas com distúrbios relacionados à coagulação ou em terapia anticoagulante. Outras contra-indicações incluem infecção local e sistêmica, marca -passos ou aquelas pessoas para as quais estudos de imagem pré-cirúrgicos mostram ter anatomia que dificulta a colocação, ou se surgirem preocupações durante a avaliação psicológica.

## Efeitos adversos e complicações
As complicações com SCS variam de problemas simples facilmente corrigíveis a paralisia devastadora, lesão nervosa e morte. Em um acompanhamento de 7 anos, a taxa geral de complicações foi de 5-18%. As complicações mais comuns incluem migração do eletrodo, quebra do eletrodo e infecção. Outras complicações incluem rotação do gerador de pulsos, hematomas (subcutâneos ou epidural), vazamento de líquido cefalorraquidiano (LCR), cefaleia pós-punção dural, desconforto no local do gerador de pulsos, seroma e paraplegia transitória.
Algumas pessoas acham desagradável a sensação de formigamento causada pelo modelo SCS mais antigo.

A complicação mais comum relacionada ao hardware é a migração de eletrodos, na qual os eletrodos implantados se movem de sua colocação original. Com essa complicação, pode-se tentar recapturar a cobertura de parestesia com reprogramação. Em circunstâncias que envolvam grande migração de eletrodos, pode ser necessária uma reoperação para redefinir a colocação de eletrodos. Os estudos diferem muito em relatar a porcentagem de pessoas que têm migração de chumbo, mas a maioria dos estudos relata na faixa de 10-25% de migração de chumbo para estimulação da medula espinhal.

## Mecanismo de ação
Os mecanismos neurofisiológicos de ação da estimulação da medula espinhal não são completamente compreendidos, mas podem envolver o mascaramento da sensação de dor com formigamento, alterando o processamento da dor do sistema nervoso central . O mecanismo de analgesia quando o SCS é aplicado em estados de dor neuropática pode ser muito diferente daquele envolvido na analgesia por isquemia do membro. Nos estados de dor neuropática, evidências experimentais mostram que o SCS altera a neuroquímica local no corno dorsal, suprimindo a hiperexcitabilidade dos neurônios. Especificamente, há algumas evidências de níveis aumentados de liberação de GABA, serotonina e talvez supressão dos níveis de alguns aminoácidos excitatórios, incluindo glutamato e aspartato . No caso da dor isquêmica, a analgesia parece derivar da restauração da oferta de demanda de oxigênio. Esse efeito pode ser mediado pela inibição do sistema simpático, embora a vasodilatação seja outra possibilidade. Também é provável que uma combinação dos dois mecanismos acima mencionados esteja envolvida.

## Procedimento cirúrgico
Os estimuladores da medula espinhal são colocados em dois estágios diferentes: um estágio de teste seguido por um estágio final de implantação. Primeiro, a pele é preparada e coberta com técnica estéril. O espaço peridural é acessado com técnica de perda de resistência com agulha Tuohy calibre 14. O eletrodo é alimentado cuidadosamente com orientação fluoroscópica até o nível espinhal apropriado. Este processo é repetido para colocar outra derivação adjacente à primeira. A fluoroscopia é usada frequentemente durante o procedimento para identificar a colocação adequada dos eletrodos SCS. A colocação do eletrodo depende da localização da dor do paciente. Com base em estudos anteriores, a colocação do eletrodo para pacientes com lombalgia é tipicamente de T9 a T10. O técnico do dispositivo então ligará a estimulação, normalmente começando em uma frequência muito baixa. O paciente é solicitado a descrever a sensação percebida pela ativação dos eletrodos e o técnico calibrará o SCS para obter a cobertura máxima de parestesia da área de dor alvo do paciente. Finalmente, os eletrodos são ancorados externamente para reduzir o risco de migração de eletrodos, o local é limpo e um curativo limpo é aplicado. Uma vez que o paciente se recuperou do procedimento, o dispositivo é novamente testado e programado.

## Triagem de pacientes
- Os pacientes candidatos à colocação do estimulador devem ser rastreados quanto a contraindicações e comorbidades. O seguinte deve ser considerado antes do teste do estimulador: [1]
- Risco de sangramento – O teste e o implante do estimulador da medula espinhal foram identificados como procedimentos com alto risco de sangramento intraespinhal grave, que pode causar danos neurológicos permanentes. O planejamento apropriado para a descontinuação e reinstituição de medicamentos antiplaquetários e anticoagulantes é necessário antes da colocação de um estimulador.
- Avaliação psicológica – Depressão, ansiedade, somatização e hipocondria estão associadas a piores resultados para estimuladores medulares. Especialistas recomendam avaliação psicológica antes da colocação. Um diagnóstico de transtorno psiquiátrico não é uma contraindicação estrita para a colocação do estimulador. No entanto, o tratamento do distúrbio antes da consideração de uma colocação de teste é indicado.
- Colocação tardia – Os estimuladores podem ter pouca eficácia se colocados muitos anos após o início da dor crônica. Uma revisão de 400 casos encontrou uma taxa de sucesso de apenas 9% para pacientes com estimulador colocado mais de 15 anos após o início da dor em comparação com quase 85% para pacientes que receberam estimuladores dentro de dois anos do início da dor.
- Dificuldade técnica – Variações na anatomia, sejam congênitas ou adquiridas, podem impedir a colocação bem-sucedida em certos indivíduos. A imagem da coluna é necessária para orientar a seleção de candidatos para os quais a cirurgia da coluna é mais apropriada do que a colocação do estimulador.

## Período de teste
Para avaliar a eficácia do estimulador da medula espinhal antes do implante, um teste deve ser realizado. Este teste começa com a colocação de eletrodos temporários no espaço epidural e conectados percutaneamente a um gerador externo. O teste normalmente dura de 3 a 7 dias, seguido por uma suspensão de 2 semanas antes da implantação do SCD para garantir que não haja infecção do teste. A tentativa bem-sucedida é definida por pelo menos 50% de redução na dor e 80% de sobreposição da parestesia da área original da dor. Se um paciente tiver mudanças repentinas em sua dor, é necessária uma investigação mais aprofundada para possível migração de eletrodos ou mau funcionamento do estimulador.

## História
A eletroterapia da dor por neuroestimulação começou logo após Melzack e Wall proporem a teoria do controle do portão em 1965. Esta teoria propôs que os nervos que transportam estímulos periféricos dolorosos e os nervos que transportam o tato e a sensação vibratória terminam no corno dorsal (o portão) da medula espinhal. Foi hipotetizado que a entrada para o último poderia ser manipulada para “fechar o portão” para o primeiro. Como uma aplicação da teoria de controle de portão, Shealy et al. implantaram o primeiro dispositivo estimulador da medula espinhal diretamente na coluna dorsal para o tratamento da dor crônica e em 1971, Shimogi e colegas relataram pela primeira vez as propriedades analgésicas da estimulação epidural da medula espinhal. Desde então, esta técnica passou por inúmeros desenvolvimentos técnicos e clínicos.
Neste momento, a neuroestimulação para o tratamento da dor é usada com estimulação nervosa, estimulação da medula espinhal, estimulação cerebral profunda e estimulação do córtex motor .

## Pesquisa
A SCS foi estudada em pessoas com doença de Parkinson e angina de peito .
A pesquisa para melhorar os dispositivos e o software incluiu esforços para aumentar a vida útil da bateria, esforços para desenvolver controle de circuito fechado e combinação de estimulação com sistemas de entrega de medicamentos implantados.

SCS está sendo estudado para tratar lesões na medula espinhal. Em agosto de 2018, o programa Horizon 2020 Future and Emerging Technologies da Comissão Europeia anunciou uma doação de financiamento de US$ 3,5 milhões para a equipe do projeto de quatro países que está construindo um protótipo de um implante projetado para 'religar' a medula espinhal. Em setembro de 2018, a Mayo Clinic e a UCLA relataram que a estimulação da medula espinhal apoiada por fisioterapia pode ajudar as pessoas com paralisia a recuperar a capacidade de ficar de pé e andar com assistência. Em dezembro de 2019, o primeiro estudo pivotal duplo-cego, randomizado e controlado na história da estimulação da medula espinhal foi publicado na Lancet Neurology. Segurança e eficácia a longo prazo da estimulação da medula espinhal em circuito fechado para tratar a dor crônica nas costas e nas pernas (Evoke): um estudo duplo-cego, randomizado e controlado. https://doi.org/10.1016/S1474-4422(19)30414-4